# Haute-Isle
Haute-Isle is een gemeente in het Franse departement Val-d'Oise (regio Île-de-France) en telt 333 inwoners (2005). De plaats maakt deel uit van het arrondissement Pontoise.

## Geografie
De oppervlakte van Haute-Isle bedraagt 2,6 km², de bevolkingsdichtheid is 128,1 inwoners per km².
De onderstaande kaart toont de ligging van Haute-Isle met de belangrijkste infrastructuur en aangrenzende gemeenten.

## Demografie
Onderstaande figuur toont het verloop van het inwonertal (bron: INSEE-tellingen).